# Chiapasona defuncta
Chiapasona
Genre
Espèce
Chiapasona defuncta, unique représentant du genre Chiapasona, est une espèce fossile d'araignées aranéomorphes de la famille des Clubionidae.

## Distribution
Cette espèce a été découverte dans de l'ambre du Chiapas au Mexique. Elle date du Néogène.

## Publication originale
- (en) Petrunkevitch, 1963 : Chiapas amber spiders. University of California Publications in Entomology, vol. 31, p. 1–40.